# Heteronemia arampes
Heteronemia arampes är en insektsart som först beskrevs av Johann Jakob Kaup och Lucas Friedrich Julius Dominikus von Heyden 1871.  Heteronemia arampes ingår i släktet Heteronemia och familjen Heteronemiidae. Inga underarter finns listade i Catalogue of Life.